# Сікорський Ігор Олексійович
Ігор Олексійович Сікорський (англ. Igor Alexis Sikorsky; 22 вересня 1901, Ленкорань, Російська імперія (нині Азербайджан) — 14 липня 1970, Стратфорд, США) — американський літако- і гелікоптеро- конструктор українського походження.

## Життєпис
Навчався в російській військово-морській академії в Севастополі, перш ніж емігрувати до Франції в 1921 році.
Під час проживання у Франції навчався в Сорбонні й університеті Нансі.
Працював на французьких авіаційних заводах конструктором протягом трьох років, перш ніж переїхати до Сполучених Штатів.
В 1930 році емігрував з Франції до США.
4 лютого 1936 року отримав громадянство США.
Все життя пропрацював в компанії Sikorsky Aircraft. Був головним інженером по аеродинаміці. В компанії мав прізвисько «Prof» (ходяча енциклопедія) за свої розумові здібності.
Був двоюрідним братом Сікорського Ігоря Івановича — винахідника гелікоптера і засновника компанії Sikorsky Aircraft.
Почесний стипендіат у 1960 році на Форумі-16 як головний аеродинамік авіаційного підрозділу Sikorsky